# Дистрофия боуменовой мембраны II типа
Дистрофия боуменовой мембраны II типа, более известная как дистрофия роговицы Тиля — Бенке — редкая форма дистрофии роговой оболочки глаза человека, поражающая слой под названием боуменова мембрана. Некоторые случаи заболевания ассоциированы с хромосомным участком 10q24, другие являются результатом мутации гена TGFBI, кодирующего кератоэпителин.
Впервые эта форма роговичной дистрофии была описана Тилем и Бенке в 1967 году и первоначально считалась проявлением дистрофии роговицы Рейса — Бюклерса, но исследование, проведённое в 1995 году М. Кюхлем с коллегами, показало, что две схожие дистрофии являются разными заболеваниями.

## См. также
- Гранулярная дистрофия роговицы I типа
- Гранулярная дистрофия роговицы II типа
- Дистрофия боуменовой мембраны I типа
- Решётчатая дистрофия роговицы I типа